# Campeonato Brasileiro de Futebol Sub-20 de 2023
O Campeonato Brasileiro de Futebol Sub-20 de 2023, foi a 9.ª edição da principal divisão do futebol brasileiro da categoria Sub-20 e organizada pela Confederação Brasileira de Futebol (CBF). A competição disputada apenas por jogadores nascidos a partir de 2003, ou seja, é restrita à categoria Sub-20.
Nesta edição, a competição utilizou o formato da edição do ano anterior. A equipe campeã garantiu vaga na decisão da Supercopa do Brasil Sub-20 em 2023.

## Regulamento
O Sub-20 de 2023 foi disputado por vinte clubes, divididos em dois grupos e dividido em duas fases conforme o Regulamento Específico da Competição. Na primeira fase, as vinte equipes jogarão uma fase classificatória e divididos em dois grupos, avançando para a fase seguinte as quatro melhores equipes de cada grupo. Na última fase, as oito melhores equipes jogarão no sistema eliminatório e com jogos de ida e volta, até a semifinal. Pois, a final do campeonato será realizado em jogo único com campo neutro pré-definido pela CBF.
- Primeira fase: 20 clubes, divididos em dois grupos, jogando contra todos em seus respectivos grupos e em turno único.
- Segunda fase: 8 melhores clubes classificados na fase anterior, jogando no sistema eliminatório e com jogos de ida e volta até a semifinal. Tendo o campeonato, decidido em final única em campo neutro.

## Critérios de desempate
Em relação a primeira fase, é aplicado os seguintes critérios:
1. Número de vitórias
2. Saldo de gols
3. Gols marcados
4. Número de cartões vermelhos
5. Número de cartões amarelos
6. Sorteio

Em caso de empate nas partidas da Segunda fase, o desempate para indicar o vencedor será observando-se o critério abaixo:
- Cobrança de pênaltis, de acordo com os critérios adotados pela International Board.
- A disputa de pênaltis, quando aplicável, deverá ser iniciada até 10 (dez) minutos após o término da partida.

Em relação a final do campeonato, apenas uma prorrogação será disputada em caso de empate no tempo regulamentar, seguida de disputa de pênaltis se persistir a igualdade.

## Participantes
| Equipe               | Cidade            | Estado | Em 2022 | Estádio (mando)         | Capacidade | Títulos        |
| -------------------- | ----------------- | ------ | ------- | ----------------------- | ---------- | -------------- |
| América Mineiro      | Belo Horizonte    | MG     | 5º      | Estádio das Alterosas   | 2 000      | 0 (não possui) |
| Athletico Paranaense | Curitiba          | PR     | 4º      | CT do Caju              | 1 367      | 0 (não possui) |
| Atlético Goianiense  | Goiânia           | GO     | 17º     | CT do Dragão            | —          | 0 (não possui) |
| Atlético Mineiro     | Belo Horizonte    | MG     | 11º     | Estádio das Alterosas   | 2 000      | 1 (2020)       |
| Bahia                | Salvador          | BA     | 19º     | Joia da Princesa        | 16 274     | 0 (não possui) |
| Botafogo             | Rio de Janeiro    | RJ     | 13º     | CEFAT                   | —          | 0 (não possui) |
| Ceará                | Fortaleza         | CE     | 15º     | Cidade Vozão            | 4 000      | 1 (2016)       |
| Corinthians          | São Paulo         | SP     | 2º      | Parque São Jorge        | 44 097     | 0 (não possui) |
| Cruzeiro             | Belo Horizonte    | MG     | 14º     | Arena do Jacaré         | 18 870     | 1 (2017)       |
| Cuiabá               | Cuiabá            | MT     | ND      | Arena Pantanal          | —          | 0 (não possui) |
| Flamengo             | Rio de Janeiro    | RJ     | 3º      | Gávea                   | 8 000      | 1 (2019)       |
| Fluminense           | Rio de Janeiro    | RJ     | 16º     | Estádio das Laranjeiras | 8 000      | 1 (2015)       |
| Fortaleza            | Fortaleza         | CE     | 18º     | CT Ribamar Bezerra      | —          | 0 (não possui) |
| Goiás                | Goiânia           | GO     | ND      | Estádio Olímpico        | 13 500     | 0 (não possui) |
| Grêmio               | Porto Alegre      | RS     | 12º     | CT Hélio Dourado        | 16 500     | 0 (não possui) |
| Internacional        | Porto Alegre      | RS     | 8º      | Morada dos Quero-Queros | —          | 1 (2021)       |
| Palmeiras            | São Paulo         | SP     | 1º      | Allianz Parque          | 43 713     | 2 (2018, 2022) |
| Red Bull Bragantino  | Bragança Paulista | SP     | 10º     | CT RB Brasil            | —          | 0 (não possui) |
| Santos               | Santos            | SP     | 9º      | Primeiro de Maio        | 15 759     | 0 (não possui) |
| São Paulo            | São Paulo         | SP     | 7º      | CT de Cotia             | 1 500      | 0 (não possui) |

## Primeira fase

### Classificação

#### Grupo A
| Pos | Equipe              | Pts | J | V | E | D | GP | GC | SG  | Classificação ou descenso    |
| --- | ------------------- | --- | - | - | - | - | -- | -- | --- | ---------------------------- |
| 1   | Flamengo            | 21  | 9 | 7 | 0 | 2 | 16 | 11 | +5  | Classificados à próxima fase |
| 2   | Corinthians         | 18  | 9 | 5 | 3 | 1 | 20 | 11 | +9  | Classificados à próxima fase |
| 3   | Internacional       | 14  | 9 | 3 | 5 | 1 | 15 | 12 | +3  | Classificados à próxima fase |
| 4   | Botafogo            | 13  | 9 | 4 | 1 | 4 | 12 | 11 | +1  | Classificados à próxima fase |
| 5   | Atlético Mineiro    | 13  | 9 | 4 | 1 | 4 | 11 | 12 | −1  | Eliminados na Primeira fase  |
| 6   | América Mineiro     | 12  | 9 | 4 | 0 | 5 | 12 | 10 | +2  | Eliminados na Primeira fase  |
| 7   | Fluminense          | 11  | 9 | 2 | 5 | 2 | 13 | 12 | +1  | Eliminados na Primeira fase  |
| 8   | Cuiabá              | 11  | 9 | 3 | 2 | 4 | 10 | 10 | 0   | Eliminados na Primeira fase  |
| 9   | Ceará               | 10  | 9 | 3 | 1 | 5 | 11 | 15 | −4  | Eliminados na Primeira fase  |
| 10  | Red Bull Bragantino | 2   | 9 | 0 | 2 | 7 | 11 | 27 | −16 | Eliminados na Primeira fase  |

#### Grupo B
| Pos | Equipe               | Pts | J | V | E | D | GP | GC | SG  | Classificação ou descenso    |
| --- | -------------------- | --- | - | - | - | - | -- | -- | --- | ---------------------------- |
| 1   | Palmeiras            | 18  | 9 | 6 | 0 | 3 | 21 | 13 | +8  | Classificados à próxima fase |
| 2   | Santos               | 18  | 9 | 5 | 3 | 1 | 27 | 18 | +9  | Classificados à próxima fase |
| 3   | Grêmio               | 17  | 9 | 5 | 2 | 2 | 16 | 11 | +5  | Classificados à próxima fase |
| 4   | Athletico Paranaense | 17  | 9 | 5 | 2 | 2 | 16 | 13 | +3  | Classificados à próxima fase |
| 5   | Bahia                | 14  | 9 | 4 | 2 | 3 | 14 | 12 | +2  | Eliminados na Primeira fase  |
| 6   | Cruzeiro             | 14  | 9 | 4 | 2 | 3 | 23 | 22 | +1  | Eliminados na Primeira fase  |
| 7   | Fortaleza            | 12  | 9 | 4 | 0 | 5 | 7  | 12 | −5  | Eliminados na Primeira fase  |
| 8   | Goiás                | 10  | 9 | 3 | 1 | 5 | 9  | 14 | −5  | Eliminados na Primeira fase  |
| 9   | São Paulo            | 7   | 9 | 2 | 1 | 6 | 11 | 15 | −4  | Eliminados na Primeira fase  |
| 10  | Atlético Goianiense  | 1   | 9 | 0 | 1 | 8 | 9  | 25 | −16 | Eliminados na Primeira fase  |

## Segunda fase
Em itálico, os times que possuem o mando de campo no primeiro jogo do confronto. Em negrito, os clubes classificados
|  | Quartas-de-final     | Quartas-de-final | Quartas-de-final | Quartas-de-final |   |           | Semifinais       | Semifinais       | Semifinais       | Semifinais       |  |  | Final         | Final         | Final         | Final         |
|  | 22 e 29 de julho     | 22 e 29 de julho | 22 e 29 de julho | 22 e 29 de julho |   |           | 4 e 15 de agosto | 4 e 15 de agosto | 4 e 15 de agosto | 4 e 15 de agosto |  |  | 8 de setembro | 8 de setembro | 8 de setembro | 8 de setembro |
|  |                      |                  |                  |                  |   |           |                  |                  |                  |                  |  |  |               |               |               |               |
|  | Internacional        | 0                | 0                | 0                |   |           |                  |                  |                  |                  |  |  |               |               |               |               |
|  | Santos               | 2                | 3                | 5                |   |           |                  |                  |                  |                  |  |  |               |               |               |               |
|  | Santos               | 2                | 3                | 5                |   | Santos    | 1                | 1                | 2                |                  |  |  |               |               |               |               |
|  |                      |                  |                  |                  |   | Santos    | 1                | 1                | 2                |                  |  |  |               |               |               |               |
|  |                      | Flamengo         | 2                | 3                | 5 |           |                  |                  |                  |                  |  |  |               |               |               |               |
|  | Athletico Paranaense | Flamengo         | 2                | 3                | 5 | 2         | 1                | 3                |                  |                  |  |  |               |               |               |               |
|  | Athletico Paranaense |                  |                  |                  |   | 2         | 1                | 3                |                  |                  |  |  |               |               |               |               |
|  | Flamengo             | 1                | 4                | 5                |   |           |                  |                  |                  |                  |  |  |               |               |               |               |
|  |                      |                  |                  |                  |   |           |                  |                  |                  |                  |  |  | Flamengo(pen) | 0(3)          |               |               |
|  |                      |                  | Palmeiras        | 0(2)             |   |           |                  |                  |                  |                  |  |  |               |               |               |               |
|  | Botafogo             | 3                | 0                | 3                |   |           |                  |                  |                  |                  |  |  |               |               |               |               |
|  | Palmeiras            | 3                | 4                | 7                |   |           |                  |                  |                  |                  |  |  |               |               |               |               |
|  | Palmeiras            | 3                | 4                | 7                |   | Palmeiras | 5                | 1                | 6                |                  |  |  |               |               |               |               |
|  |                      |                  |                  |                  |   | Palmeiras | 5                | 1                | 6                |                  |  |  |               |               |               |               |
|  |                      | Corinthians      | 1                | 0                | 1 |           |                  |                  |                  |                  |  |  |               |               |               |               |
|  | Grêmio               | Corinthians      | 1                | 0                | 1 | 1         | 1                | 2                |                  |                  |  |  |               |               |               |               |
|  | Grêmio               |                  |                  |                  |   | 1         | 1                | 2                |                  |                  |  |  |               |               |               |               |
|  | Corinthians          | 2                | 2                | 4                |   |           |                  |                  |                  |                  |  |  |               |               |               |               |

FINAL
| 7 de Setembro                | Flamengo | 0 - 0 (3 - 2 pen.)           | Palmeiras | Volta Redonda                 |  |
| 11:00                        |          |                              |           | Estádio: Estádio da Cidadania |  |
|                              |          | Penalidades                  |           |                               |  |
| Diego Rayan Petterson Lorran |          | Kevin Allan Ian Thalys David |           |                               |  |